# Mathías Corujo
Mathías Corujo Díaz (* 8. Mai 1986 in Sauce) ist ein ehemaliger uruguayischer Fußballspieler.

## Karriere

### Verein
Der je nach Quellenlage 1,71 Meter oder 1,76 Meter große Defensivakteur Corujo begann mit dem Fußballspielen im baby fútbol in der Stadt Sauce. Als 12-Jähriger schloss er sich sodann den Montevideo Wanderers an, denen er bis 2010 die Treue hielt. Er stand mindestens seit der Apertura 2006 im Kader des uruguayischen Erstligisten. Im August 2007 wurde er ebenso wie Gerardo Alcoba bei einer Dopingkontrolle nach einem Spiel gegen Bella Vista positiv getestet. Es fanden sich minimale Spuren von Kokain. In der Spielzeit 2008/09 ist bei den Montevideanern ein Saisontreffer für ihn belegt. In der Saison 2009/10 traf er dann zweimal bei 29 Einsätzen in der Primera División. Die Spielzeit 2010/11 verbrachte er auf Leihbasis in Reihen des Club Atlético Peñarol. Für die „Aurinegros“ bestritt er 19 Ligaspiele und traf dabei dreimal ins gegnerische Tor. Zudem absolvierte er dort 14 Partien (ein Tor) in der Copa Libertadores und vier Begegnungen (ein Tor) der Copa Sudamericana. Im August 2011 schloss er sich dem paraguayischen Verein Cerro Porteño an. Dabei handelte es sich um einen Wechsel auf Leihbasis mit Kaufoption. Während seiner Zeit bei den Paraguayern wurde er in insgesamt 96 Ligaspielen eingesetzt und erzielte acht Treffer. Überdies stehen für ihn zehn Einsätze (kein Tor) in der Copa Libertadores und drei (ein Tor) in der Copa Sudamericana zu Buche. Mit der Mannschaft wurde er 2012 mit dem Gewinn des Torneo Apertura und 2013 mit dem Sieg im Torneo Clausura Paraguayischer Meister und gehörte bei Cerro Porteño in den drei Jahren seiner Vereinszugehörigkeit zu den Leistungsträgern. 2013 wurde er zum besten Spieler der paraguayischen Liga gewählt. Im Juni 2014 verlieh Cerro Porteño Corujo mit Kaufoption an den chilenischen Klub CF Universidad de Chile. Demzufolge hatten die Paraguayer die ihnen selbst eingeräumte Kaufoption in der Vergangenheit genutzt. Ende Mai 2012 stand bei Verhandlungen zwischen den Wanderers und Cerro Porteño für 100 % der Transferrechte eine Transfersumme von einer Million US-Dollar im Raum. Bei den Chilenen wurde er 58-mal (acht Tore) in der Primera División eingesetzt. Zum Sieg bei der Copa Chile 2015/16 trug er mit drei Toren bei vier Einsätzen bei. Auch beim siegreichen Spiel um die Supercopa de Chile gegen Universidad de Concepción wirkte er mit. Ferner absolvierte er drei Partien (ein Tor) in der Copa Libertadores 2015 und eine (kein Tor) in der Copa Libertadores 2016. Im Juli 2016 wechselte er nach Argentinien zu San Lorenzo de Almagro. Für die Argentinier lief er lediglich zehnmal in der Liga, einmal im Pokal, achtmal in der Copa Sudamericana 2016 und zweimal in der Copa Libertadores 2017 auf. Einen Pflichtspieltreffer erzielte er nicht. Ende Juli 2017 verpflichtete ihn zum zweiten Mal in seiner Karriere der Club Atlético Peñarol. Bei Peñarol jedoch wurde er nur sehr selten in die erste Elf oder gar in den Kader eingeplant. Im ersten halben Jahr war er noch im Großteil der Spiele vertreten, danach folgte jedoch die Jokerrolle und später noch wurde er dann teilweise gar nicht mit in den Kader berufen. So kam er in zweieinhalb Jahren nur auf 23 Einsätze in der Primera División in Uruguay. August 2018 folgte die Auflösung seines Vertrages und Corujo war zunächst vereinslos. Im Januar 2020 nahm ihn der Club Sol de América, ein Erstligist aus Paraguay in den Kader auf. Jedoch konnte er sich auch bei den Paraguayern nicht richtig durchsetzen und hatte eine ähnliche Rolle wie zuletzt bei Peñarol.

### Nationalmannschaft
Corujo gehörte im Jahr 2007 der von Roland Marcenaro trainierten U-23 Uruguays an. Für die beiden Freundschaftsländerspiele gegen Japan und Süd-Korea am 5. und 8. September 2014 wurde Corujo von Nationaltrainer Óscar Tabárez in das Aufgebot der A-Nationalmannschaft berufen. Dort debütierte er unter dem in dieser Partie verantwortlichen Trainergespann Celso Otero und Mario Rebollo mit einem Startelfeinsatz beim 2:0-Auswärtssieg am 5. September 2014 im Freundschaftsländerspiel gegen Japan. Sein vorläufig letzter Länderspieleinsatz datiert vom 17. November 2015. Damit absolvierte er bislang zwölf A-Länderspiele. Ein Tor erzielte er nicht. Bei der Copa América 2016 kam er jedoch zurück. Uruguay schied in der Gruppenphase aus. Corujo wurde in zwei der drei Spiele eingewechselt. Im letzten Spiel gegen Jamaika schoss er sein erstes Länderspieltor. Nach der Copa América kam er noch in ein paar Qualifikationsspielen zu WM 2018 und in ein paar Freundschaftsspielen zum Einsatz. Dort stand er auch meistens in der Startelf. Sein letztes Länderspiel bestritt er am 1. September 2017. Seitdem wurde er nicht mehr in den Kader der Nationalmannschaft berufen.

### Erfolge
Cerro Porteño
- Paraguayischer Meister: 2012-A, 2013-C

Universidad de Chile
- Primera División: 2014/15-A
- Copa Chile: 2015
- Supercopa de Chile: 2015

Peñarol
- Primera División: 2017, 2018
- Supercopa Uruguaya: 2018